# Minilimosina erecta
Minilimosina erecta är en tvåvingeart som beskrevs av Marshall 1985. Minilimosina erecta ingår i släktet Minilimosina och familjen hoppflugor. Inga underarter finns listade i Catalogue of Life.